# جارجافييه

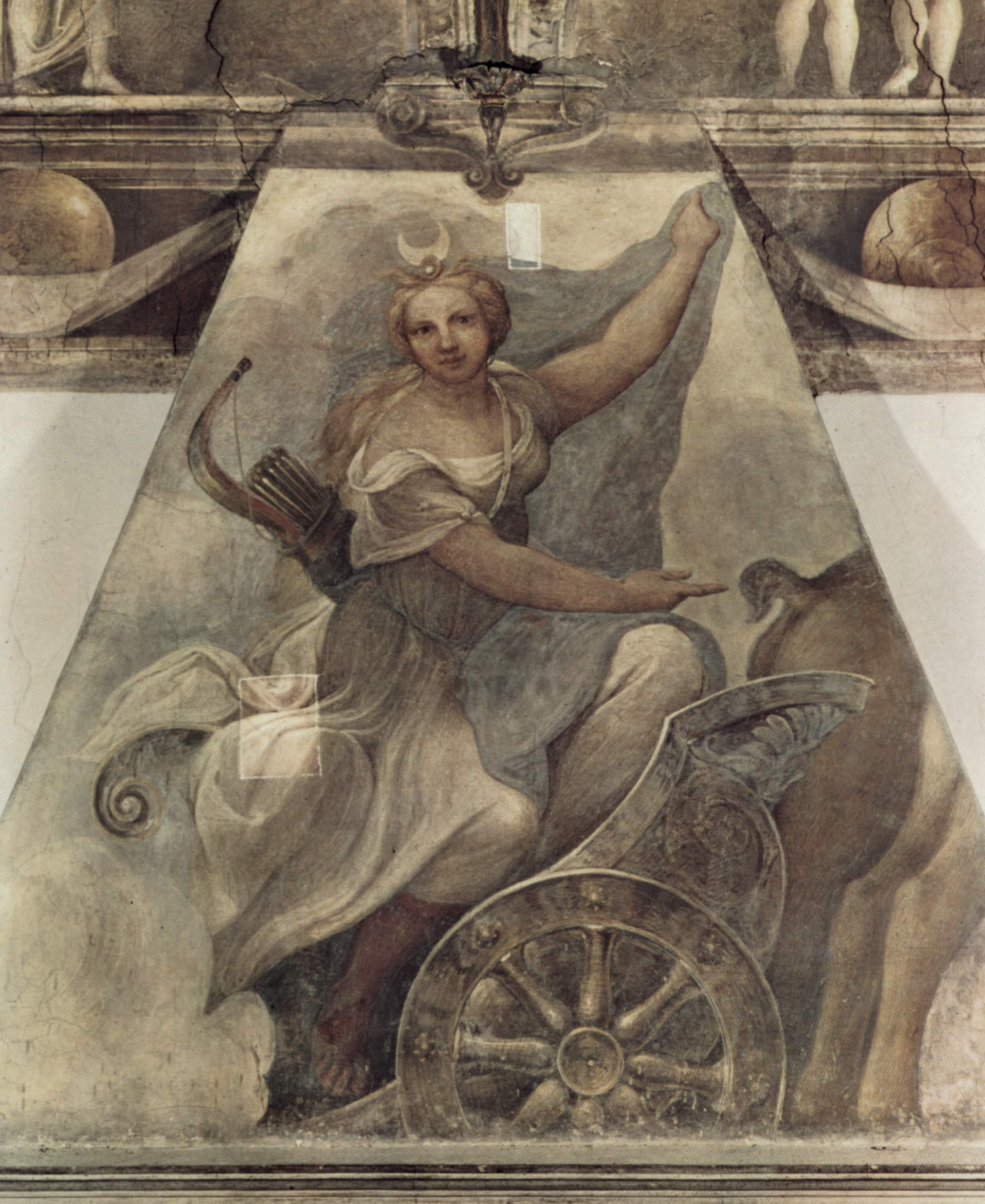
لوحة لأرتميس تبين الرموز التي ارتبطت بها، وهي رمز الهلال على جبينها، السهام في جعبتها، والعربة التي تقودها.

جارجافييه (بالإنجليزية: Gargaphia)‏ واد مظلم مقدس عند الالهة ديانا أو أرتيمس ربة الصيد.
وقد راها الصياد أكتايون عارية عند حافة النهر وهي تستحم فغضبت غضبا شديدا. وكان من عاداتها ان تلجا إلى مغارة في هذا الوادي البعيد حيث يوجد إلى يمين الداخل ينبوع مياه صافية تنتشر على صورة غدير فسيح.
وكانت ألالهة تفد اليه كلما احست بالإرهاق بعد جولة صيد في الغابات فتستحم فيه.
وقد دخل اكتايون الغار وقاده القدر إلى مدخله فنفذ منه ولم يكد يصيبه رذاذ الماء المتطاير ويشهد الاجساد العارية -اجساد ربة الصيد ووصيفاتها حتى ملأت الحوريات الجو صراخا وتحلقن حول ديانا الربة العذراء ليحمينها باجسادهن.
وحين تبينت ديانا ان عين الرجل الغريب قد ابصرتها وهي عارية احمرت خجلا ناريأ فمزقته كلابها ال26 كلبا وهصرت باسنانها جسده ولم يتركوه الا أشلاء ممزقة.